# (4652) Iannini
(4652) Iannini est un astéroïde de la ceinture principale.

## Description
(4652) Iannini est un astéroïde de la ceinture principale. Il fut découvert le 30 août 1975 à El Leoncito par l'observatoire Félix-Aguilar. Il présente une orbite caractérisée par un demi-grand axe de 2,64 UA, une excentricité de 0,31 et une inclinaison de 11,1° par rapport à l'écliptique.

## Compléments